# Albo d'oro della terza divisione inglese di calcio
Questa pagina raccoglie l'elenco delle squadre vincitrici della terza divisione inglese di calcio (precedentemente Third Division nel 1920-21, Third Division North e Third Division South dal 1921-22 al 1957-58, ancora Third Division dal 1958-59 al 1991-92, quindi Football League Second Division fino al 2003-04 e Football League League One dal 2004-05) e delle altre promosse in Second Division, Football League First Division e Fooball League Championship.

## Albo d'oro

### Third Division (1920-1921)
| Edizione | Stagione  | Vincitore                  |
| -------- | --------- | -------------------------- |
| 1ª       | 1920-1921 | Crystal Palace (1º titolo) |

### Third Division North/South (1921-1958)
| Edizione | Stagione  | North                                  | South                                  |
| -------- | --------- | -------------------------------------- | -------------------------------------- |
| 2ª       | 1921-1922 | Stockport County (1º titolo)           | Southampton (1º titolo)                |
| 3ª       | 1922-1923 | Nelson (1º titolo)                     | Bristol City (1º titolo)               |
| 4ª       | 1923-1924 | Wolverhampton (1º titolo)              | Portsmouth (1º titolo)                 |
| 5ª       | 1924-1925 | Darlington (1º titolo)                 | Swansea Town (1º titolo)               |
| 6ª       | 1925-1926 | Grimsby Town (1º titolo)               | Reading (1º titolo)                    |
| 7ª       | 1926-1927 | Stoke City (1º titolo)                 | Bristol City (2º titolo)               |
| 8ª       | 1927-1928 | Bradford Park Avenue (1º titolo)       | Millwall (1º titolo)                   |
| 9ª       | 1928-1929 | Bradford City (1º titolo)              | Charlton Athletic (1º titolo)          |
| 10ª      | 1929-1930 | Port Vale (1º titolo)                  | Plymouth Argyle (1º titolo)            |
| 11ª      | 1930-1931 | Chesterfield (1º titolo)               | Notts County (1º titolo)               |
| 12ª      | 1931-1932 | Lincoln City (1º titolo)               | Fulham (1º titolo)                     |
| 13ª      | 1932-1933 | Hull City (1º titolo)                  | Brentford (1º titolo)                  |
| 14ª      | 1933-1934 | Barnsley (1º titolo)                   | Norwich City (1º titolo)               |
| 15ª      | 1934-1935 | Doncaster Rovers (1º titolo)           | Charlton Athletic (2º titolo)          |
| 16ª      | 1935-1936 | Chesterfield (2º titolo)               | Coventry City (1º titolo)              |
| 17ª      | 1936-1937 | Stockport County (1º titolo)           | Luton Town (1º titolo)                 |
| 18ª      | 1937-1938 | Tranmere Rovers (1º titolo)            | Millwall (2º titolo)                   |
| 19ª      | 1938-1939 | Barnsley (2º titolo)                   | Newport County (1º titolo)             |
|          | 1939-1946 | Sospeso per la seconda guerra mondiale | Sospeso per la seconda guerra mondiale |
| 20ª      | 1946–1947 | Doncaster Rovers (2º titolo)           | Cardiff City (1º titolo)               |
| 21ª      | 1947–1948 | Lincoln City (2º titolo)               | Queens Park Rangers (1º titolo)        |
| 22ª      | 1948–1949 | Hull City (2º titolo)                  | Swansea Town (2º titolo)               |
| 23ª      | 1949–1950 | Doncaster Rovers (3º titolo)           | Notts County (2º titolo)               |
| 24ª      | 1950–1951 | Rotherham United (1º titolo)           | Nottingham Forest (1º titolo)          |
| 25ª      | 1951–1952 | Lincoln City (2º titolo)               | Plymouth Argyle (2º titolo)            |
| 26ª      | 1952–1953 | Oldham Athletic (1º titolo)            | Bristol Rovers (1º titolo)             |
| 27ª      | 1953–1954 | Port Vale (2º titolo)                  | Ipswich Town (1º titolo)               |
| 28ª      | 1954–1955 | Barnsley (3º titolo)                   | Bristol City (3º titolo)               |
| 29ª      | 1955–1956 | Grimsby Town (2º titolo)               | Leyton Orient (1º titolo)              |
| 30ª      | 1956–1957 | Derby County (1º titolo)               | Ipswich Town (2º titolo)               |
| 31ª      | 1957–1958 | Scunthorpe United (1º titolo)          | Brighton & Hove Albion (1º titolo)     |

### Third Division (1958-1992)
| Edizione | Stagione  | Vincitore                       | 2ºclassificato         |
| -------- | --------- | ------------------------------- | ---------------------- |
| 32ª      | 1958–1959 | Plymouth Argyle (3º titolo)     | Hull City              |
| 33ª      | 1959–1960 | Southampton (2º titolo)         | Norwich City           |
| 34ª      | 1960–1961 | Bury (1º titolo)                | Walsall                |
| 35ª      | 1961–1962 | Portsmouth (2º titolo)          | Grimsby Town           |
| 36ª      | 1962-1963 | Northampton Town (1º titolo)    | Swindon Town           |
| 37ª      | 1963-1964 | Coventry City (2º titolo)       | Crystal Palace         |
| 38ª      | 1964–1965 | Carlisle United (1º titolo)     | Bristol City           |
| 39ª      | 1965–1966 | Hull City (3º titolo)           | Millwall               |
| 40ª      | 1966–1967 | Queens Park Rangers (2º titolo) | Middlesbrough          |
| 41ª      | 1967–1968 | Oxford United (1º titolo)       | Bury                   |
| 42ª      | 1968–1969 | Watford (1º titolo)             | Swindon Town           |
| 43ª      | 1969–1970 | Leyton Orient (2º titolo)       | Luton Town             |
| 44ª      | 1970–1971 | Preston North End (1º titolo)   | Fulham                 |
| 45ª      | 1971–1972 | Aston Villa (1º titolo)         | Brighton & Hove Albion |
| 46ª      | 1972–1973 | Bolton (1º titolo)              | Notts County           |

| Edizione | Stagione  | Vincitore                    | 2ºclassificato         | 3ºclassificato      |
| -------- | --------- | ---------------------------- | ---------------------- | ------------------- |
| 47ª      | 1973–1974 | Oldham Athletic (2º titolo)  | Bristol Rovers         | York City           |
| 48ª      | 1974–1975 | Blackburn Rovers (1º titolo) | Plymouth Argyle        | Charlton Athletic   |
| 49ª      | 1975–1976 | Hereford United (1º titolo)  | Cardiff City           | Millwall            |
| 50ª      | 1976–1977 | Mansfield Town (1º titolo)   | Brighton & Hove Albion | Crystal Palace      |
| 51ª      | 1977–1978 | Wrexham (1º titolo)          | Cambridge United       | Preston North End   |
| 52ª      | 1978–1979 | Shrewsbury Town (1º titolo)  | Watford                | Swansea City        |
| 53ª      | 1979–1980 | Grimsby Town (3º titolo)     | Blackburn Rovers       | Sheffield Wednesday |
| 54ª      | 1980–1981 | Rotherham United (2º titolo) | Barnsley               | Charlton Athletic   |
| 55ª      | 1981–1982 | Burnley (1º titolo)          | Carlisle United        | Fulham              |
| 56ª      | 1982–1983 | Portsmouth (3º titolo)       | Cardiff City           | Huddersfield Town   |
| 57ª      | 1983–1984 | Oxford United (2º titolo)    | Wimbledon              | Sheffield United    |
| 58ª      | 1984–1985 | Bradford City (2º titolo)    | Millwall               | Hull City           |
| 59ª      | 1985–1986 | Reading (2º titolo)          | Plymouth Argyle        | Derby County        |

| Edizione | Stagione  | Vincitore                  | 2ºclassificato         | Vincitore play off |
| -------- | --------- | -------------------------- | ---------------------- | ------------------ |
| 60ª      | 1986–1987 | Bournemouth (1º titolo)    | Middlesbrough          | Swindon Town       |
| 61ª      | 1987–1988 | Sunderland (1º titolo)     | Brighton & Hove Albion | Walsall            |
| 62ª      | 1988–1989 | Wolverhampton (2º titolo)  | Sheffield United       | Port Vale          |
| 63ª      | 1989–1990 | Bristol Rovers (2º titolo) | Bristol City           | Notts County       |

| Edizione | Stagione  | Vincitore                    | 2ºclassificato  | 3ºclassificato | Vincitore play off |
| -------- | --------- | ---------------------------- | --------------- | -------------- | ------------------ |
| 64ª      | 1990–1991 | Cambridge United (1º titolo) | Southend United | Grimsby Town   | Tranmere Rovers    |

| Edizione | Stagione  | Vincitore             | 2ºclassificato  | Vincitore play off  |
| -------- | --------- | --------------------- | --------------- | ------------------- |
| 65ª      | 1991–1992 | Brentford (2º titolo) | Birmingham City | Peterborough United |

### Football League Second Division (1993-2004)
| Edizione | Stagione  | Vincitore              | 2ºclassificato | Vincitore play off   |
| -------- | --------- | ---------------------- | -------------- | -------------------- |
| 66ª      | 1992-1993 | Stoke City (2º titolo) | Bolton         | West Bromwich Albion |
| 67ª      | 1993-1994 | Reading (3º titolo)    | Port Vale      | Burnley              |

| Edizione | Stagione  | Vincitore                   | Vincitore play off |
| -------- | --------- | --------------------------- | ------------------ |
| 68ª      | 1994-1995 | Birmingham City (1º titolo) | Huddersfield Town  |

| Edizione | Stagione  | Vincitore                          | 2ºclassificato      | Vincitore play off     |
| -------- | --------- | ---------------------------------- | ------------------- | ---------------------- |
| 69ª      | 1995-1996 | Swindon Town (1º titolo)           | Oxford United       | Bradford City          |
| 70ª      | 1996-1997 | Bury (1º titolo)                   | Stockport County    | Crewe Alexandra        |
| 71ª      | 1997-1998 | Watford (2º titolo)                | Bristol City        | Grimsby Town           |
| 72ª      | 1998-1999 | Fulham (2º titolo)                 | Walsall             | Manchester City        |
| 73ª      | 1999-2000 | Preston North End (2º titolo)      | Burnley             | Gillingham             |
| 74ª      | 2000-2001 | Millwall (3º titolo)               | Rotherham United    | Walsall                |
| 75ª      | 2001-2002 | Brighton & Hove Albion (2º titolo) | Reading             | Stoke City             |
| 76ª      | 2002-2003 | Wigan Athletic (1º titolo)         | Crewe Alexandra     | Cardiff City           |
| 77ª      | 2003-2004 | Plymouth Argyle (4º titolo)        | Queens Park Rangers | Brighton & Hove Albion |

### Football League League One (dal 2004-2005)
| Edizione | Stagione  | Vincitore                          | 2ºclassificato      | Vincitore play off  |
| -------- | --------- | ---------------------------------- | ------------------- | ------------------- |
| 78ª      | 2004-2005 | Luton Town (2º titolo)             | Hull City           | Sheffield Wednesday |
| 79ª      | 2005-2006 | Southend United (1º titolo)        | Colchester United   | Barnsley            |
| 80ª      | 2006-2007 | Scunthorpe United (2º titolo)      | Bristol City        | Blackpool           |
| 81ª      | 2007-2008 | Swansea City (3º titolo)           | Nottingham Forest   | Doncaster Rovers    |
| 82ª      | 2008-2009 | Leicester City (1º titolo)         | Peterborough United | Scunthorpe United   |
| 83ª      | 2009-2010 | Norwich City (2º titolo)           | Leeds United        | Millwall            |
| 84ª      | 2010-2011 | Brighton & Hove Albion (3º titolo) | Southampton         | Peterborough United |
| 85ª      | 2011-2012 | Charlton Athletic (3º titolo)      | Sheffield Wednesday | Huddersfield Town   |
| 86ª      | 2012-2013 | Doncaster Rovers (4º titolo)       | Bournemouth         | Yeovil Town         |
| 87ª      | 2013-2014 | Wolverhampton (3º titolo)          | Brentford           | Rotherham United    |
| 88ª      | 2014-2015 | Bristol City (4º titolo)           | Milton Keynes Dons  | Preston North End   |
| 89ª      | 2015-2016 | Wigan Athletic (2º titolo)         | Burton Albion       | Barnsley            |
| 90ª      | 2016-2017 | Sheffield United (1º titolo)       | Bolton Wanderers    | Millwall            |
| 91ª      | 2017-2018 | Wigan Athletic (3º titolo)         | Blackburn Rovers    | Rotherham United    |
| 92ª      | 2018-2019 | Luton Town (3º titolo)             | Barnsley            | Charlton Athletic   |
| 93ª      | 2019-2020 | Coventry City (3º titolo)          | Rotherham United    | Wycombe Wanderers   |
| 94ª      | 2020-2021 | Hull City (4º titolo)              | Peterborough United | Blackpool           |
| 95ª      | 2021-2022 | Wigan Athletic (4º titolo)         | Rotherham United    | Sunderland          |
| 96ª      | 2022-2023 | Plymouth Argyle (5º titolo)        | Ipswich Town        | Sheffield Wednesday |
| 97ª      | 2023-2024 | Portsmouth (4º titolo)             |                     |                     |

## Dati statistici

### Vittorie per squadra
| Club                    | Vittorie | Stagioni                                                      |
| ----------------------- | -------- | ------------------------------------------------------------- |
| Plymouth Argyle         | 5        | 1929-30 (South), 1951-52 (South), 1958–59, 2003–04, 2022-2023 |
| Bristol City            | 4        | 1922-23 (South), 1926-27 (South), 1954-55 (South), 2014-15    |
| Doncaster Rovers        | 4        | 1934-35 (North), 1946-47 (North), 1949-50 (North), 2012-13    |
| Hull City               | 4        | 1932-33 (North), 1948-49 (North), 1965–66, 2020-21            |
| Portsmouth              | 4        | 1923-24 (South), 1961–62, 1982–83, 2023-2024                  |
| Wigan Athletic          | 4        | 2002–03, 2015-16, 2017-18, 2021-22                            |
| Barnsley                | 3        | 1933-34 (North), 1938-39 (North), 1954-35 (North)             |
| Brighton & Hove Albion  | 3        | 1957-58 (South), 2001–02, 2010-11                             |
| Charlton Athletic       | 3        | 1928-29 (South), 1934-35 (South), 2011-12                     |
| Coventry City           | 3        | 1935-36 (South), 1963–64, 2019-20                             |
| Grimsby Town            | 3        | 1925-26 (North), 1955-56 (North), 1979–80                     |
| Lincoln City            | 3        | 1931-32 (North), 1947-48 (North), 1951-52 (North)             |
| Luton Town              | 3        | 1936-37 (South), 2004-05, 2018-19                             |
| Millwall                | 3        | 1927-28 (South), 1937-38 (South), 2000–01                     |
| Reading                 | 3        | 1925-26 (South), 1985–86, 1993–94                             |
| Swansea City            | 3        | 1924-25 (South), 1948-49 (South), 2007-08                     |
| Wolverhampton Wanderers | 3        | 1923-24 (North), 1988–89, 2013-14                             |
| Bradford City           | 2        | 1928-29 (North), 1984–85                                      |
| Brentford               | 2        | 1932-33 (South), 1991–92                                      |
| Bristol Rovers          | 2        | 1952-53 (South), 1989–90                                      |
| Bury                    | 2        | 1960–61, 1996–97                                              |
| Chesterfield            | 2        | 1930-31 (North), 1935-36 (North)                              |
| Fulham                  | 2        | 1931-32 (South), 1998–99                                      |
| Ipswich Town            | 2        | 1953-54 (South), 1956-57 (South)                              |
| Leyton Orient           | 2        | 1955-56 (South), 1969–70                                      |
| Norwich City            | 2        | 1933-34 (South), 2009-10                                      |
| Notts County            | 2        | 1930-31 (South), 1949-50 (South)                              |
| Oldham Athletic         | 2        | 1952-53 (North), 1973–74                                      |
| Oxford United           | 2        | 1967–68, 1983–84                                              |
| Port Vale               | 2        | 1929-30 (North), 1953-54 (North)                              |
| Preston North End       | 2        | 1970–71, 1999–2000                                            |
| Queens Park Rangers     | 2        | 1947-48 (South), 1966–67                                      |
| Rotherham United        | 2        | 1950-51 (North), 1980–81                                      |
| Scunthorpe United       | 2        | 1957-58 (North), 2006-07                                      |
| Southampton             | 2        | 1921-22 (South), 1959–60                                      |
| Stockport County        | 2        | 1921-22 (North), 1936-37 (North)                              |
| Stoke City              | 2        | 1926-27 (North), 1992–93                                      |
| Watford                 | 2        | 1968–69, 1997–98                                              |
| Aston Villa             | 1        | 1971–72                                                       |
| Birmingham City         | 1        | 1994–95                                                       |
| Blackburn Rovers        | 1        | 1974–75                                                       |
| Bolton Wanderers        | 1        | 1972–73                                                       |
| Bournemouth             | 1        | 1986–87                                                       |
| Bradford Park Avenue    | 1        | 1927-28 (North)                                               |
| Burnley                 | 1        | 1981–82                                                       |
| Cambridge United        | 1        | 1990–91                                                       |
| Cardiff City            | 1        | 1946-47 (South)                                               |
| Carlisle United         | 1        | 1964–65                                                       |
| Crystal Palace          | 1        | 1920–21                                                       |
| Darlington              | 1        | 1924-25 (North)                                               |
| Derby County            | 1        | 1956-57 (North)                                               |
| Hereford United         | 1        | 1975–76                                                       |
| Leicester City          | 1        | 2008-09                                                       |
| Mansfield Town          | 1        | 1976–77                                                       |
| Nelson FC               | 1        | 1922-23 (North)                                               |
| Newport County          | 1        | 1938-39 (South)                                               |
| Northampton Town        | 1        | 1962–63                                                       |
| Nottingham Forest       | 1        | 1950-51 (South)                                               |
| Sheffield United        | 1        | 2016-17                                                       |
| Shrewsbury Town         | 1        | 1978–79                                                       |
| Southend United         | 1        | 2005-06                                                       |
| Sunderland              | 1        | 1987–88                                                       |
| Swindon Town            | 1        | 1995–96                                                       |
| Tranmere Rovers         | 1        | 1937-38 (North)                                               |
| Wrexham                 | 1        | 1977–78                                                       |

### Promozioni per squadra
- 8 volte: Bristol City, Millwall
- 7 volte: Barnsley, Brighton & Hove Albion, Hull City, Plymouth Argyle, Rotherham United
- 6 volte: Charlton Athletic, Grimsby Town
- 5 volte: Doncaster Rovers
- 4 volte: Cardiff City, Fulham, Luton Town, Notts County, Peterborough United, Portsmouth, Port Vale, Reading, Sheffield Wednesday, Swansea City, Swindon Town, Walsall, Wigan Athletic
- 3 volte: Blackburn Rovers, Bolton Wanderers, Bradford City, Brentford, Bristol Rovers, Burnley, Bury, Coventry City, Crystal Palace, Huddersfield Town, Ipswich Town, Lincoln City, Norwich City, Queens Park Rangers, Scunthorpe United, Southampton, Sheffield United, Stockport County, Stoke City, Watford, Wolverhampton Wanderers
- 2 volte: Birmingham City, Blackpool, Bournemouth, Cambridge United, Carlisle United, Chesterfield, Crewe Alexandra, Derby County, Leyton Orient, Middlesbrough, Nottingham Forest, Oldham Athletic, Preston North End, Southend United, Sunderland, Tranmere Rovers
- 1 volta: AFC Wimbledon[3], Aston Villa, Bradford Park Avenue, Burton Albion, Colchester United, Darlington, Gillingham, Hereford United, Leeds United, Leicester City, Manchester City, Mansfield Town, Milton Keynes Dons, Nelson FC, Newport County, Northampton Town, Oxford United, Shrewsbury Town, Yeovil Town, York City, West Bromwich Albion, Wycombe Wanderers, Wreham